# Willkommen in Abschaumcity
Willkommen in Abschaumcity ist das vierte Soloalbum des deutschen Rappers MC Bogy, das im März 2007 erschien. Ende 2010 wurde das Album indiziert.

## Veröffentlichung
Die Erstveröffentlichung von Willkommen in Abschaumcity erfolgte am 30. März 2007 bei den Musiklabels Aggro Berlin und Noch Mehr Ketten Entertainment. Das Album wurde zeitgleich in einer Standard und einer Premium Edition veröffentlicht (Katalognummer: AGGRO-056-LTD). Die Standardversion besteht aus einer CD mit 17 Titeln. Der Premiumversion liegt eine Bonus-CD mit sechs Bonustiteln sowie dem Musikvideo zu Faust Hoch bei.
Nachdem Bogy am 25. Oktober 2006 dem Videodreh zu Sidos Single Straßenjunge beigewohnt hatte, wurde er verhaftet und kam in Untersuchungshaft in die JVA Moabit. Um den Rapper, der sein Album zu diesem Zeitpunkt bereits fertiggestellt hatte, zu unterstützen, wurde die Aktion Free Bogy von den Labels Noch mehr Ketten Entertainment, Ghetto Musik und Aggro Berlin ins Leben gerufen. Aggro Berlin, welches als einflussreichstes Berliner Independent-Label gilt, übernahm die Vermarktung von Willkommen in Abschaumcity.

## Texte

### Gangster-Rap
Willkommen in Abschaumcity beinhaltet zahlreiche Lieder, die dem Gangster-Rap zuzuordnen sind. Diese tauchten bei MC Bogy bereits bei vorherigen Veröffentlichungen immer wieder auf. Zentrale auftauchende Sujets sind dabei das harte Leben, welches durch Drogenhandel und von dem Dasein als Außenseiter der Gesellschaft geprägt ist, die Liebe zur Straße, die den Ort der Sozialisation darstellt, sowie der Glaube an Gott.

„Ich brauche keinen Ghostwriter und brauch' auch keine Promotion, bin von den Medien verstoßen, doch ich gehöre zu den Großen. Ich zerstör’ Rapper, die nur posen, denn die überspannen den Bogen. Ich bin ein Mann, der viel betet, doch ich verkaufe dir Drogen, bin verloren wie meine Brüder, bin der geborene Führer – gesellschaftlich ein Verlierer, doch ein wahrer Atzenkeeper. (...) Neider kochen vor Neid und jeder Wichser sucht jetzt Streit, denn es ist jedem jetzt klar: Es ist jetzt NMK-Zeit. Ich bin bereit für den Endfight, doch ich sehe kein' Endgegner, nur Atzen softer als Butter, nur Futter für mein' Baseballschläger!“

### Persönliche Texte
Neben den für MC Bogy typischen Gangster-Rap-Liedern, finden sich auf Willkommen in Abschaumcity auch persönliche und teilweise melancholische Songs. Als Beispiel kann der Track Nur die Guten sterben jung genannt werden. Darin werden die Schicksale von Personen aus dem Umkreis von MC Bogy und Problemkind, die nach kriminellen Aktivitäten und Drogenkonsum schließlich verstarben, thematisiert:

„Ich brachte Kunden zu ihm, er vertickte ihnen mein Dope. Auch seine Seele war verloren – wir beide waren im gleichen Boot. Wir teilten gemeinsam das Boot und zogen von der gleichen Pfeife. Auf einmal war er tot, Gevatter Tod holte ihn leise. Auch mein Homie ging auf Reise und kam niemals wieder. Ich hab' seinen Namen auf meinem Arm, so lebt der Atze für immer. In dieser Welt sterben Kinder, denn der Teufel bringt sie um. Ich bleibe jung und sehr böse, denn nur die Guten sterben jung.“

Als weiteres Beispiel kann der Song Vorstadtmädchen herangezogen werden. Dieser ist ein Liebeslied, in dem Bogy die Beziehung zu einem Mädchen und das Ende der gemeinsamen Zeit thematisiert. Der Rapper macht in dem Track deutlich, dass er der besungenen Frau nachtrauert.

„Hielt ich sie in meinen Armen, war ich dem Paradies nah'. Doch sie mochte keine Gees, sie mochte in mir den Rapper. Sie war perfekter und echter als alles andere, was ich kannte. Eine perfekte Prinzessin, weit entfernt von einer Schlampe. Ich tankte durch sie Kraft und kam wieder auf die Beine. Doch kaum war die Kraft da, da war ich wieder alleine.“

### Battle-Rap
Das Album enthält einige Lieder, die dem Battle-Rap zuzuordnen sind. Hierbei versuchen die am Song beteiligten Rapper einen fiktiven Gegner oder eine Gruppe zu Dissen. Als Beispiel für diese Form des Raps können die Tracks Hol die Axt raus und Jetzt sprechen die Waffen genannt werden. Auf dem Zweitgenannten sind die Rapper Pablo S.O.K., MOK und Massiv mit Gastbeiträgen vertreten.

„Ich schmeiße Granaten hinterher, um Beweise zu vernichten. Opfer hinzurichten gehört zu meinen Pflichten. Hurensohn, guck dich an, du bist keine Frau und kein Mann. Ich frage mich wie man so 'ne Missgeburt sein kann. In meiner Hand 'ne Gun, killen macht Fun. Renn schon mal los, denn du bist als Nächster dran! Du wirst eingefangen, aufgehangen und gegessen. Ich verspeise alle, die sich mit mir messen.“

## Gastbeiträge
Willkommen in Abschaumcity beinhaltet Gastbeiträge von einigen bekannten Rappern. Hervorzuheben ist dabei vor allem Frauenarzt, der die Beats zu einigen Tracks beigesteuert hat und auf beiden CDs mit je zwei Gastbeiträgen beteiligt ist. Aus dem Aggro Berlin Umfeld, die zusammen mit Frauenarzt für die Aktion Free Bogy verantwortlich sind, treten Sido und B-Tight, sowie MOK und der Sänger Shizoe, die vertraglich nicht an Aggro gebunden sind, auf. Problemkind, der der erste von MC Bogy unter Vertrag genommene Rapper ist, liefert drei Features auf dem Album. Des Weiteren ist der Song China White / Mörderwead Remix herauszustellen, da auf diesem Joell Ortiz und der aus Queens stammende Hardcore-Rapper Kool G Rap je einen Gastauftritt haben. Weitere Features kommen von Mach One, Massiv, der kurze Zeit nach der Veröffentlichung von Willkommen in Abschaumcity von Sony BMG unter Vertrag genommen wurde, Darn, M-Hot, Isar, B-Lash, der einer der Hauptproduzenten des Albums ist, Kamila, Ozan, Sady K, MC Basstard, der bereits in den vorangegangenen Jahren oft mit Bogy zusammengearbeitet hat, Pablo S.O.K., Dirty P und Deso Dogg, der zur Zeit der Veröffentlichung des Albums noch bei Streetlife Entertainment einen Vertrag hatte.

## Produktion
Auf der Standard-Version des Albums sind Beats von fünf verschiedenen Produzenten zu finden. Diese sind B-Lash, die Beathoavenz, M3 & Noyd sowie PhreQuincy und Keyza Soze. Der größte Anteil der Produktionen stammt von B-Lash. Dieser hat die Lieder Hol die Axt raus, Abschaumcity Blues, Faust Hoch, Nicht alles, Es fing an auf der Strasse, Wir sind das Ass, Gangsterboogie, Jetzt sprechen die Waffen, Zaster, Zaster, Wir ziehens durch, Vorstadtmädchen und Wir bleiben hart produziert. Das Produzenten-Duo Beathoavenz ist für den Beat des Titelliedes Willkommen in Abschaumcity verantwortlich. M3 & Noyd haben den Beat von Verloren produziert. PhreQuincy steuerte die musikalische Untermalung zu Keine Konkurrenz und China White / Mörderweed (Remix) bei. Der Titel Rap Veteran, auf welchem MC Basstard und B-Tight vertreten sind, wurde von Kayza Soze produziert.
Auf der Premium Edition des Albums sind außerdem noch Frauenarzt ("Westberlin ist mein Bario", "T-Shirt und Jeans Remix"), B-Lash ("Wo wir chillen", "Hustler Remix"), Supafunk ("Steif wie Sau") und Amun ("Nur die Guten sterben jung") als Produzenten beteiligt.

## Illustration
Das Frontcover ist ein Schwarz-Weiß-Foto. MC Bogy steht darauf mit einer Anzahl von anderen Personen auf einem Feld. Das Foto wurde etwas unterhalb der Augenhöhe des Rappers, also aus der Froschperspektive, geschossen. Bogy steht im Vordergrund, wobei die linke Körperseite leicht zum Fotografen gedreht ist. Die im Hintergrund stehenden Personen präsentieren sich unterschiedlich. Einige stehen mit nacktem Oberkörper dar und zahlreiche Protagonisten sind vermummt. Auch ein Kampfhund ist neben zwei hockenden Personen zu erkennen. In der rechten unteren Ecke ist das MC-Bogy-Logo zu sehen, in der linken unteren ein Verbraucherhinweis, der vor den harten Texten des Albums warnen soll. Der Titel des Albums steht schräg über den Köpfen der abgebildeten Personen.

## Titelliste
| CD 1 (Standard) | CD 2 (Premium Edition) |
| --- | --- |
| 1. Willkommen in Abschaumcity (feat. Sady K) – 4:27 2. Hol die Axt raus – 3:15 3. Abschaumcity Blues – 2:53 4. Faust hoch – 3:22 5. Nicht alles (feat. B-Lash, Problemkind & Ozan) – 3:08 6. Es fing an auf der Strasse (feat. Mach One & Darn) – 3:22 7. Wir sind das Ass (feat. B-Lash & Deso Dogg) – 3:41 8. Gangsterboogie – 3:52 9. Keine Konkurrenz (feat. Frauenarzt & Dirty P) – 3:03 10. Rap Veteran (feat. B-Tight & MC Basstard) – 3:45 11. Jetzt sprechen die Waffen (feat. MOK, Massiv & Pablo S.O.K.) – 3:34 12. Zaster, Zaster (feat. Sido & Frauenarzt) – 3:26 13. Wir ziehen’s durch (feat. Problemkind) – 2:42 14. Vorstadtmädchen (feat. Shizoe) – 3:14 15. China White / Mörderwead (Remix) (feat. Kool G Rap & Joell Ortiz) – 3:53 16. Wir bleiben hart (feat. Isar) – 3:02 17. Verloren (feat. M-Hot) – 3:30 | 1. Westberlin ist mein Bario (feat. Frauenarzt) – 3:13 2. Nur die Guten sterben jung (feat. Problemkind & Kamila) – 2:58 3. Steif wie Sau – 3:44 4. Wo wir chillen (feat. B-Lash & Ozan) – 2:40 5. Hustler (Remix) (feat. Isar) – 2:42 6. T-Shirt & Jeans (Remix) (feat. Frauenarzt) – 4:01 |

## Musikvideos
Zu Willkommen in Abschaumcity wurde ein Musikvideo zu Faust Hoch gedreht. Dieser 4:41 Minuten lange Clip wurde bei MTV in der Sendung MTV Urban ausgestrahlt. In den ersten 80 Sekunden wird der Titel Es fing an auf der Straße angespielt. Das Musikvideo beinhaltet unter anderem Aufnahmen von Konzerten des Rappers. Außerdem treten die Rapper MC Basstard und Frauenarzt auf. Das Video wurde des Weiteren in die Playlist der Internetseite Aggro.tv aufgenommen.

## Rezeption

### Rezensionen
- Das HipHop-Magazin Juice bewertete Willkommen in Abschaumcity mit vier von insgesamt sechs möglichen Kronen. In der Begründung werden die Beats des Hauptproduzenten B-Lash hervorgehoben. Außerdem wird MC Bogy von der Redaktion der Juice Ehrlichkeit, Selbstkritik und „ordentlicher Flow“ attestiert.

„Insgesamt […] ein sehr typisches Bogy-Album mit persönlichen Lyrics, gut ausgewählten Beats, größtenteils guten Features und wirklich abwechslungsreichem Inhalt.“

- Andere Rezensionen wie die der Internetseite Laut.de geben dem Album lediglich zwei von fünf Bewertungspunkten. Der Autor spricht im Gegensatz zur Juice von einem „flowfreiem“ Rapper, der thematisch nicht abwechslungsreich sei. Als positiven Aspekt heben die Verantwortlichen die Produktion der Beats hervor:[4]

„Inhaltlich nichts Neues aus Berlin. […] Die Abwechslung kommt, wie so oft, über die Beats. B-Lash leistet ordentliche Arbeit. Dicke Bässe, keine überfrachteten Arrangements, statt dessen übersichtliche, klare Strukturen – damit lässt sich arbeiten.“

- Die Internetseite 16bars.de vergab Willkommen in Abschaumcity dreieinhalb von sechs möglichen Bewertungspunkten. Der zuständige Autor bezeichnet das Album als „gelungenes Produkt“, merkt jedoch kritisch an, dass MC Bogys Vortragsweise „variantenarm“ sei.[5]

„MC Bogy hat ein überzeugendes und ordentliches Album auf die Beine gestellt, dass seinen Status im Rapgame sicherlich verbessern wird. Mit dem Titeltrack Willkommen In Abschaumcity und Faust Hoch hat er sogar zwei veritable Hits fabriziert. Auch sein Markenzeichen – die derben Battletexte – überzeugen mehrheitlich. Was besonders gefällt ist die Ehrlichkeit in Bogy’s Texten und die Tatsache, dass der Atzenkeeper sich durchaus selbstkritisch gibt.“

### Indizierung
2010 wurde Willkommen in Abschaumcity durch die Bundesprüfstelle für jugendgefährdende Medien auf Liste A indiziert. Seit dem 31. Dezember 2010 darf das Album nicht mehr beworben oder an Minderjährige verkauft werden.

## Chartplatzierungen
Willkommen in Abschaumcity stieg am 13. April 2007 für eine Woche in die deutschen Albumcharts ein und erreichte dabei Rang 92. Es avancierte zu MC Bogys ersten Chartalbum.
| ChartsChartplatzierungen | Höchstplatzierung | Wochen |
| ------------------------ | ----------------- | ------ |
| Deutschland (GfK)        | 92 (1 Wo.)        | 1      |